# Suttons Bay Township (Michigan)
Suttons Bay Township település az Amerikai Egyesült Államok Michigan államában, Leelanau megyében, melynek megyeszékhelye is. Lakosainak száma 2883 fő (2020. április 1.).

## Népesség
A település népességének változása:

| 2010 | 2 982 |
| 2020 | 2 883 |